# Ронкола
Ронкола (італ. Roncola) — муніципалітет в Італії, у регіоні Ломбардія,  провінція Бергамо.
Ронкола розташована на відстані близько 490 км на північний захід від Рима, 45 км на північний схід від Мілана, 13 км на північний захід від Бергамо.
Населення — 753 особи (2014).

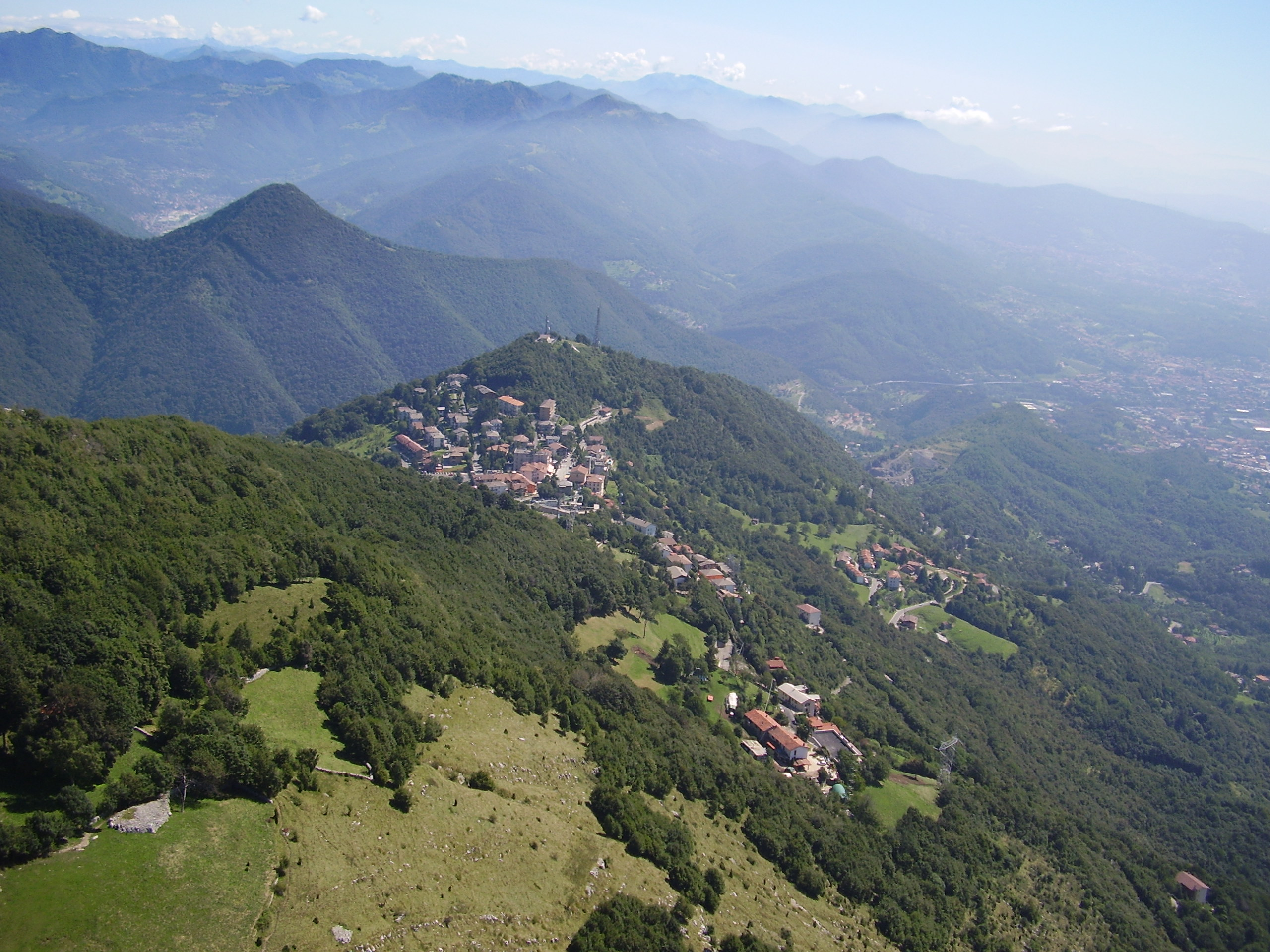

Щорічний фестиваль відбувається 20 серпня. Покровитель — San Bernardo.

## Демографія
Населення за роками:

Станом на 1 січня 2023 року в муніципалітеті офіційно проживало 88 іноземців з 20 країн, серед них 29 громадян країн Євросоюзу та 5 громадян України.

## Сусідні муніципалітети
- Альменно-Сан-Бартоломео
- Бедуліта
- Капіццоне
- Каприно-Бергамаско
- Коста-Валле-Іманья
- Палаццаго
- Сант'Омобоно-Терме
- Строцца
- Торре-де'-Бузі